# NGC 7293
NGC 7293 је планетарна маглина у сазвежђу Водолија која се налази на NGC листи објеката дубоког неба.
Деклинација објекта је - 20° 50' 11" а ректасцензија 22h 29m 38,4s. Привидна величина (магнитуда) објекта NGC 7293 износи 7,3 а фотографска магнитуда 7,5. NGC 7293 је још познат и под ознакама PK 36-57.1, ESO 602-PN22, CS=13., Helix nebula.